# Алакат-Богаз
Алакат-Богаз (алакат тюрк. «канава, рытвина») - перевал Главной гряды Крымских гор высотой 716 метра. Находится восточнее Караби-яйлы. К югу от перевала амфитеатр - верховья бассейна реки Ускут, в 150 метрах южнее перевала родник Алакат-Чокрак, в 700 метрах родник Вересь-Чокрак, к северу долина верховья бассейна реки Тонас (Танасу). Перевал между вершинами Шуври на западе и Хургуч на востоке. Окрестности заняты скалами, ущельями в сочетании с лесными массивами и травянистыми пространствами. 
Район туризма. От перевала проходят тропы туристических маршрутов №177, 178, 179. В средние века через перевал вела дорога, сейчас тропа.